# Maurolicus breviculus
Maurolicus breviculus és una espècie de peix pertanyent a la família dels esternoptíquids.

## Descripció
- Fa 3,4 cm de llargària màxima.
- Nombre de vèrtebres: 32-33.[5][6]

## Hàbitat
És un peix marí i batipelàgic que viu entre 0-375 m de fondària.

## Distribució geogràfica
Es troba al Pacífic sud-oriental: l'Equador (incloent-hi les illes Galápagos).

## Observacions
És inofensiu per als humans.